# Hard rock
Hard rock (hay heavy rock) là một thể loại rock được định nghĩa không rõ ràng, ra đời vào giữa những năm 1960 cùng với các thể loại garage rock, psychedelic rock và blues rock. Nó được xem là một thể loại rock nặng, đặc trưng với giọng ca đầy nội lực, tiếng guitar điện, bass rè, bộ trống, thường kết hợp cùng piano và keyboard.
Hard rock phát triển thành hình thái âm nhạc chính thức phổ biến vào thập niên 70, với các ban nhạc như Led Zeppelin, The Who, Deep Purple, Aerosmith, AC/DC và Van Halen. Trong những năm 1980, một số ban nhạc hard rock chuyển dòng nhạc từ hard rock nghiêng hẳn sang pop rock, trong khi những nhóm khác bắt đầu quay lại chơi dòng nhạc này. Những ban nhạc đã thành lập trước đây, các nhóm glam metal như Bon Jovi, Def Leppard và Guns N' Roses đã đánh dấu sự trở lại vào giữa những năm 1980 và đạt tới đỉnh cao thương mại trong thập niên này cũng như thành công lớn trong các giai đoạn về sau. Vào thập niên 90, hard rock bắt đầu bị giảm độ ưa chuộng do sự thành công thị trường của dòng nhạc grunge, sau là Britpop.
Bất chấp điều này, nhiều ban nhạc post-grunge vẫn theo đuổi, nỗ lực hồi sinh hard rock và đã tạo ra một làn sóng hâm mộ mới trong những năm 2000, các nhóm hard rock mới ra đời từ sự hồi sinh của dòng garage rock và post-punk. Những năm này, chỉ một vài ban nhạc hard rock từ thập kỷ 70, 80 xoay xở được để duy trì sự nghiệp thu âm thành công.

## Định nghĩa

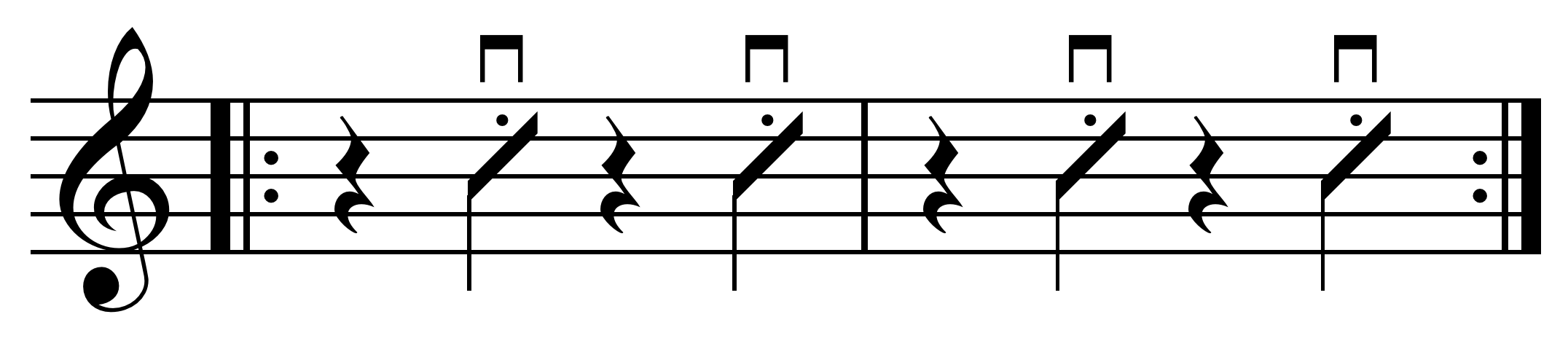
Ký hiệu nhịp trống cho 1 đoạn Back beat.

Hard rock là một thể loại nhạc rock mạnh và dữ dội. Guitar điện là nhạc cụ quan trọng để thực hiện những đoạn riff lặp đi lặp lại với độ phức tạp khác nhau hoặc chơi độc tấu, sử dụng cùng hiệu ứng biến dạng âm thanh và các hiệu ứng khác. Nhịp trống trong hard rock cũng rất biến hoá, cách chơi đặc trưng chú trọng vào điều khiển nhịp trống, trống bass đánh mạnh, trống lẫy chơi phách sau 2/4 (backbeat), thỉnh thoảng nhấn thêm chũm chọe. Guitar bass kết hợp trống, thi thoảng để chơi những khúc riff, nhưng thường là để tạo nền cho nhịp điệu và những đoạn lead guitar. Ca sĩ thể hiện thường gào thét, rền rĩ, kể cả la hét, than vãn, có lúc hát ở âm vực cao, thậm chí hát giọng falsetto (giọng óc).
Hard rock đôi khi bị cộp mác là cock rock do công khai đề cao nam tính và dục tính, cũng như vì lịch sử trình diễn, tiêu thụ thể loại nhạc này chủ yếu bởi nam giới: trong trường hợp người nghe, những người da trắng, thanh niên tầng lớp lao động nói riêng.
Cuối những năm 1960 thuật ngữ heavy metal bắt đầu được sử dụng để diễn tả loại hard rock được chơi với cường độ và âm thanh mạnh hơn. Trong khi hard rock vẫn duy trì chất blue của rock and roll, gồm một chút swing (nhạc xuynh) trong những đoạn back beat và riff nhằm phác họa chùm hợp âm ở điệp khúc, thì những đoạn riff của heavy metal thường thể hiện theo giai điệu độc lập mà không chứa âm hưởng swing. Heavy metal mang những đặc tính "nặng hơn" sau cú đột phá của nhóm Black Sabbath vào đầu những năm 1970. Thập niên 80 nó đã phát triển thêm một số thể loại thường gọi chung là extreme metal, một số chúng bị ảnh hưởng bởi hardcore punk, càng phân biệt hai phong cách hơn. Dù có sự khác biệt này, hard rock và heavy metal cũng đã luôn tồn tại song song với nhau, các ban nhạc thường xuyên chơi lẫn 2 thể loại hoặc lấn sân sang thể loại kia.

## Lịch sử

### Sơ khai (thập kỷ 60)
Một trong những tác động chính lên hard rock là dòng nhạc blues. Những ban nhạc rock của Anh và Mỹ bắt đầu thay đổi rock and roll, thêm vào nó những âm thanh mạnh hơn, những cú riff nặng hơn, tiếng trống dồn dập và giọng hát lớn hơn. Đây chính là điều tạo nên nền tảng của hard rock. Những bản hard rock thời kỳ đầu có thể kể đến là "You really got me" của The Kinks (1964), "My generation" của The Who (1965) và "I feel free" của Cream (1966).
Sau đó, Jimi Hendrix tạo ra một dòng psychedelic rock chịu ảnh hưởng của blues, nó là sự kết hợp các yếu tố của jazz, blues và rock and roll. Ông là một trong nhưng cây ghita đầu tiên thử nghiệm những kỹ thuật ghita mới như phasing, feedback và distortion, chỉ sau Dave Davies của The Kinks, Pete Townshend của The Who, Eric Clapton của Cream và Jeff Beck của The Yardbirds.
Những nhóm nhạc hard rock xuất hiện lần đầu vào cuối thập kỷ 60, ví dụ như The Who, Deep Purple, Iron Butterfly, Blue Cheer và Led Zeppelin, họ đã pha trộn nhạc của những ban nhạc rock cổ với những khía cạnh mạnh hơn của blues rock và acid rock. Deep Purple là tiên phong trong dòng hard rock với các album Shades of Deep Purple (1968), The book of Taliesyn (1968), và Deep Purple (1969), tuy nhiên bước nhảy vọt của họ được đánh dấu ở album thứ tư mạnh mẽ hơn hẳn: In Rock (1970). Led Zeppelin với album cùng tên Led Zeppelin (1969), và The Who với Live at Leeds (1970) là những ví dụ khác về thời kỳ sơ khai của dòng hard rock. Chất liệu gốc blues trong những album này là rất rõ, và một số ca khúc của các tác giả blues nổi tiếng đã được chơi lại trong các album này.

### Kỷ nguyên đầu (thập kỷ 70)
Led Zeppelin II (1970), album thứ hai của Led Zeppelin là một bước ngoặt của hard rock, được cho là nổi tiếng hơn album thứ ba của họ Led Zeppelin III (1970). Mặc dù vẫn giữ được chất "nặng" nhưng Led Zeppelin III lại mạng nhiều xu hướng của folk rock hơn so với album thứ hai. Năm 1971 chứng kiến sự ra đời của Who's Next, một album của The Who được đón nhận một cách nồng nhiệt.
Tuy mang nhiều chất của dòng heavy metal, nhưng 2 album đầu tay của Black Sabbath phát hành năm 1970 vẫn được coi là đã đóng góp một phần quan trọng trong việc đưa hard rock lên một tầm cao mới.
Deep Purple vẫn tiếp tục biến đổi dòng nhạc hard rock trong năm 1972 với album Machine Head, được coi là một trong những album heavy metal đầu tiên mặc dù một số thành viên của ban nhạc không hứng thú với cái danh đó. Hai bài hát trong Machine Head đã có thành công vang dội là "Highway Star" và "Smoke on the Water". Đoạn riff chính của "Smoke on the water" với bốn power-chords đã khiến cho nó trở thành biểu tượng của Deep Purple đối với rất nhiều người. Nazareth, một ban nhạc của Scotland, đã trình diễn một loại hard rock pha trộn khiến cho dòng nhạc này càng trở nên thông dụng với album bán chạy nhất của họ: "Hair of the Dog", và đến lượt mình, nó lại ảnh hưởng đến rất nhiều các ban nhạc khác. "All right now" bài hát đánh dấu tên tuổi của Free, đã nhận được hàng tấn thư yêu cầu trên sóng phát thanh ở cả Anh và Mỹ.
Trong những năm 70, hard rock đã phát triển ra nhiều nhánh khác. Năm 1972, người mở đường cho phong cách rock rùng rợn Alice Cooper đưa hard rock thành xu thế chính trong làng âm nhạc với album School's Out. Một năm sau đó, Aerosmith, Queen và Montrose với sự xuất hiện của những album mang cùng tên đã chứng minh cho sự lan rộng của hard rock. Năm 1974 Bad Company phát hành album đầu tay và Queen tung ra album thứ ba Sheer Heart Attack, với bài "Stone Cold Crazy" mà sau đó đã ảnh hưởng tới những ban thrash metal như Metallica hay Megadeth. Queen đã sử dụng giọng hát và ghita đa tầng và kết hợp hard rock với glam rock, heavy metal, progressive rock, và thậm chí cả opera. Kiss cho ra đời 3 album đầu tiên Kiss, Hotter than Hell và Dressed to kill trong vòng hơn một năm, và có bước nhảy vọt với đĩa đôi nhạc sống Alive! vào năm 1975. Bộ 3 người Canada Rush phát hành 3 album hard rock rất đặc trưng vào năm 1974-75 (Rush, Fly by night và Caress of Steel) trước khi chuyển lên chơi một loại nhạc cấp tiến hơn.
Vào giữa thập kỷ 70, Aerosmith tung ra 2 album chấn động Toys in the Attic và Rocks với sự kết hợp giữa blues, hard rock và heavy metal mà chính nó sau đó đã tác động đến các ban rock khác như Metallica, Gun N'Roses, Motley Crue, Testament, Nirvana và Van Halen. Năm 1976, Boston cho ra đời album đầu tay rất thành công, trong khi đó Heart đã mở ra con đường cho phụ nữ đến với dòng nhạc này với album đầu tay của họ.
Ban nhạc của Ailen Thin Lizzy, bắt đầu chơi vào cuối những năm 60, đạt được một bước nhảy vọt đáng kể vào năm 1976 với album Jailbreak và đĩa đơn đỉnh cao "The boys are back in town". Trong khoảng thời gian này, nghệ sĩ ghita người Mỹ Ted Nugent tách khỏi Amboy Dukes và bắt đầu sự nghiệp solo để tạo nên 4 album thành công vang dội: Ted Nugent(1975), Free-for-all (1976), Cat scratch fever (1977) và Double live gonzo (1978).
Năm 1975, sự ra đi của Ritchie Blackmore (ông đã thành lập ban Rainbow cũng trong năm đó) – cây ghita của Deep Purple được kế tiếp bởi cái chết bất ngờ của người thay thế ông, Tommy Bolin vào năm 1976, nhưng tới lúc đó thì ban nhạc đã tan rã. Năm 1978, tay trống của The Who, Keith Moon đã chết khi đang ngủ vì dùng thuốc quá liều. Với sự phát triển của disco ở Mỹ và punk rock ở Anh, sự thống trị của hard rock đã bắt đầu có đối thủ và dần lu mờ. Disco có sức hấp dẫn mạnh hơn với nhiều loại người còn punk thì có vẻ như đã chiếm được vai trò nổi loạn của hard rock. Cùng lúc đó thì Black Sabbath đã thoát khỏi bóng tối của những thuở sơ khai với những album như Technical Ecstasy.
Van Halen xuất hiện năm 1978 từ thứ âm nhạc cứng cỏi của Los Angeles. Họ chơi chủ yếu dựa trên kỹ thuật ghita của tay ghita chính Eddie Van Halen, ông nổi tiếng với một kỹ thuật chơi ghita sử dụng two‐handed hammer‐ons và pull‐offs gọi là tapping. Ca khúc "Eruption" trong album Van Halen đã thể hiện rõ kỹ thuật của ông và đã tác động mạnh mẽ lên cả sự trở lại của hard rock cũng như định nghĩa và đánh giá về vai trò của ghita điện trong hard rock và ngay cả nhạc pop.
Năm 1979, sự khác biệt giữa cách chơi hard rock và cách chơi của dòng nhạc đang nổi heavy metal được đánh dấu khi ban nhạc hard rock Úc, AC/DC phát hành album lớn thứ hai của họ Highway to Hell. Âm nhạc của AC/DC chủ yếu dựa trên rhythm&blues và hard rock đầu 1970, và họ dứt khoát từ chối "cái mác" heavy metal.

### Kỷ nguyên thứ hai (thập kỷ 80)
Năm 1980, Led Zeppelin tan rã sau cái chết của tay trống John Bonham vì bị ngạt sau khi uống quá nhiều rượu. Bon Scott, ca sĩ hát chính của AC/DC cũng chết vì ngạt/ngộ độc rượu năm 1980. Black Sabbath thì chia tay với ca sĩ chính Ozzy Osbourne và thay thế bởi Ronnie James Dio. Với một loạt các sự kiện đó, làn sóng đầu tiên của hard rock cổ điển kết thúc. Một số ban nhạc như Queen chuyển sang chơi thể loại pop rock. AC/DC thu album Back in Black với ca sĩ mới Brian Johnson. Back in Black là album bán chạy thứ 5 mọi thời đại của Mỹ  và là album được bán rộng rãi thứ 2 thế giới. Ozzy Osbourne cho ra đĩa solo đầu tiên Blizzard of Ozz cùng với nghệ sĩ ghita người Mỹ Randy Rhoads.
Năm 1981, ban nhạc hard rock Anh Def Leppard phát hành album thứ hai High 'N' Dry, trong album này họ đã phân biệt rõ chất liệu của hard rock thập kỷ 80 với những ca khúc như "Bringin' on the heartbreak". Ban nhạc Mỹ Motley Crue tiếp tục trào lưu đó với album Too fast for Love. Một năm sau, phong cách này phát triển lên dưới sự dẫn dắt của những ban như Twisted Sister và Quiet Riot.
Năm 1983, Def Leppard tung ra album Pyromania và nó đã giành được vị trí số 2 trên bảng xếp hạng ở Mỹ. Với album này, họ đã xây dựng được phong cách riêng của mình với sự kết hợp glam-rock và heavy metal. Pyromania rõ ràng đã khơi mào cho một dòng nhạc metal chịu ảnh hưởng của pop mà đã bùng nổ sau đó, với những ca khúc như "Photograph" hay "Rock of Ages" đã lọt vào top 20 bảng xếp hạng của Mỹ. Chính trong album này, đĩa đơn "Foolin" cũng nằm trong top 40.
Cùng trong năm đó, Motley Crue tung ra album Shout at the Devil, một thành công lớn. Album của Van Halen, 1984 cũng là một thành công vang dội với vị trí số 2 trên bảng xếp hạng Billboard dành cho các album. Đặc biệt, bài hát "Jump" chiếm vị trí số 1 và giữ vững ngôi vị này trong vài tuần.
Sau khá nhiều thay đổi và 8 năm ngừng hoạt động, Deep Purple đã trở lại đầy thành công vào cuối 1984 với Perfect Strangers. Album này đã giành vị trí số 5 ở Anh, số 2 ở Na Uy, và số 6 trong Billboard 200 ở Mỹ.
Cuối thập kỷ 80 là khoảng thời gian thành công rực rỡ nhất của hard rock. Trong thời gian này nó đã trở thành thứ âm nhạc thịnh hành nhất ở Mỹ. Rất nhiều nhạc phẩm của dòng nhạc này đoạt được thứ hạng cao trong các bảng xếp hạng. Một trong số đó là album Slippery when wet (1986) của Bon Jovi, nó đứng ở vị trí cao nhất của bảng xếp hạng Billboard 200 trong 8 tuần liền, bán được 12 triệu bản, và là album hard rock đầu tiên có tới 3 bài nằm trong top 10 – 2 trong số đó đã giành được ngôi quán quân. Thêm vào đó là album bất hủ The final countdown của ban nhạc Thụy Điển Europe vào năm 1986. Nó giành được vị trí số 8 trên bảng xếp hạng của Mỹ, đồng thời lọt vào top 10 ở nhiều quốc gia khác. Giai đoạn này cũng chứng kiến sự tiến lên của những ban hard rock Mỹ ngấm chất glam, với sự ra đời của 2 album đầu tay của Poison và Cinderella. Cũng trong năm 1986, Van Halen phát hành album đầu tiên của mình với giọng ca của Sammy Hagar, 5150, album này đã đứng trên vị trí số một trong 3 tuần liền và bán được hơn 6 triệu bản ở Mỹ.

#### 1987: Đỉnh cao của Rock
1987 là năm huy hoàng của hard rock với những phát hành then chốt của cả những ban nhạc mới và cũ. Album đầu tay bán chạy nhất mọi thời đại Appetite for destruction của Guns N' Roses được phát hành, với một phong cách du côn, tục tĩu, nó đã tiên đoán trước được chiều hướng phát triển của rock trong thập kỷ 90. Cùng thời gian này, Hysteria của Def Leppard là album bạn chạy nhất của dòng nhạc glam rock, chỉ xếp sau Slippery when wet và lượng bán. Cả hai album đều đứng trên đỉnh của bảng xếp hạng Mỹ và bán được trên 20 triệu bản trên toàn thế giới. Appetite có bài nằm trong top 10, trong đó "Sweet Child o' Mine" giành ngôi vị cao nhất, Hysteria thì có 6 bài nằm trong top (nhiều hơn tất cả các album hard rock từ xưa tới nay). Motley Crue, ban nhạc ngấm chất glam metal đậm nhất, đạt được đỉnh cao với Girls, girls, girls. Ngoài ra, những thứ rock nặng hơn cũng có một năm thành công, với album được phát hành của Anthrax, Among the living. Được cho là album thành công nhất của ban nhạc, nó cho thấy rằng sự kiện chấn động khi Metallica nhân rộng sức hấp dẫn của thrash metal một năm trước đó đã được công chúng chú ý tới và đang có đà phát triển.
Đây cũng là năm quan trọng và thành công nhất của những ban nhạc rock thế hệ 1970, những người đã tiếp nhận một phong cách chơi nhạc hiện đại hơn. Sự trở lại của Aerosmith với album Permanent vacation đã đẩy ban nhạc lên một tầm cao mới và trở nên ngày càng nổi tiếng trong suốt một thập kỷ, sau quãng thời gian 7 năm gián đoạn. Whitesnake, ban nhạc của David Coverdale – thủ lĩnh một thời của Deep Purple, tung ra album cùng tên và nó bán chạy hơn bất cứ album nào của Coverdale hay Deep Purple với 17 triệu bản được bán và hoành khúc "Here I go again '87". Những chất liệu glam metal của album làm rung động thính giả Mỹ, đồng thời nó cũng không quên giành lầy cho Coverdale 4 vị trí trong top 20 bài hát hay nhất của Anh. Mặc dù không quan trọng như 2 album của Aerosmith và Coverdale, nhưng một album khác đàng được nhắc đến là Crazy Nights của KISS. Nó là đĩa bán chạy nhất của ban nhạc kể từ album phát hành năm 1979, Dynasty. Nó là album được xếp hạng cao nhất ở Mỹ của họ kể từ năm 1979, và là album được xếp cao nhất trong sự nghiệp của họ ở Anh, nơi mà nó là album được bán chạy nhất của ban nhạc nhờ ca khúc cùng tên, ca khúc nổi tiếng nhất của ban nhạc ở đó.
Trong năm 1988 và 1989, những thành công đáng kể nhất là New Jersey của Bon Jovi, Pump của Aerosmith, OU812 của Van Halen, Dr.Feelgood của Motley Crue, và Open up and say... Ahh! của Poison. Có 5 bài trong New Jersey lọt vào top 10, nhiều nhất từ trước tới nay cho một album hard rock. Năm 1986, Skid Row thành lập. Album đầu tiên của họ, Skid Row, giành được vị trí số 6 trên bảng xếp hạng Billboard 200. Cho đến cuối những năm 80, rất nhiều ban nhạc hard rock như Mr.Big, Firehouse, Warrant, Winger, và Extreme có được thành công vang dội, với nhiều ban đạt tới đỉnh cao vào năm 1990 và 1991.

### Kỷ nguyên thứ 3 (1990 đến nay)
Đầu thập kỷ 90 hard rock được thống trị bởi AC/DC, Gun N' Roses, Metallica và Van Halen. Những quả bom tấn như The razors edge của AC/DC, Metallica (thường được nhắc đến với cái tên "The Black Album") của Metallica, Use your illusion I và Use your illusion II của Gun N' Roses, và For unlawful carnal knowledge của Van Halen trong năm 1991 đã minh chứng cho điều này. Năm 1992, Def Leppard tiếp nối thành công của album Hysteria năm 1987 với Adrenalize. Quả bom tấn này đã có tới 4 bài nằm trong top 40 và bản thân nó giành vị trí số 1 trên bảng xếp hạng album của Mỹ trong 5 tuần liên tiếp, không có một album hard rock nào giành được vị trí đó trong năm này. Trong khi một số ban hard rock tiếp tục giữ được thành công và danh tiếng trong nửa đầu thập kỷ thì một sự lựa chọn khác thay cho hard rock cũng đồng thời tìm được chỗ đứng trong khoảng thời gian này.
Grunge kết hợp những yếu tố của hardcore punk và heavy metal thành một thứ âm nhạc "đục" hơn sử dụng heavy guitar distortion, fuzz và feedback, kết hợp với lời ca đen tối hơn so với những người tiền nhiệm đậm chất "nghệ sĩ" của họ. Mặc dù phần lớn các ban grunge có lối đánh đối nghịch với trào lưu hard rock (ví dụ Nirvana, Pearl Jam và L7), vẫn có một bộ phận nhỏ (Alice in chains, Mother love bone, và Soundgarden) chịu ảnh hưởng nặng của rock và metal của thập kỷ 70, 80. Tuy nhiên, tất cả các ban grunge đều xa lánh phong cách hầm hố, hùng tráng và chú trọng thời trang của hard rock thời đó.
Trong khoảng thời gian mà grunge thống trị làng rock, rất nhiều ban hard rock nổi tiếng của những năm 1980 và đầu 1990 chìm vào im lặng. Rất nhiều ban nhạc glam metal như Ratt, Europe, White lion, và Winger tan rã. Một số ban nhạc tái lập vào cuối thập kỷ 90 và đầu những năm 2000, nhưng họ không thể có được những thành công vang dội như thời 1980 hay đầu 1990. Một số ban khác như Motley Crue, Poison, và Warrant đã có những thay đổi về mặt nhân sự có tác động đến khả năng phát triển của họ trong suốt thập kỷ.
Giữa thập kỷ 90, những sự thay đổi nhân sự lớn và đình đám nhất diễn ra ở Gun N' Roses và Van Halen, đóng góp thêm vào sự sa sút của hard rock trong thập kỷ này. Năm 1995, Van Halen phát hành Balance, album thành công cuối cùng với ca sĩ hát chính Sammy Hagar. Năm 1996, Sammy Hagar rời khỏi Van Halen một thời gian ngắn sau khi bài hát mới cho phim Twister được phát hành. Vụ tái hợp với David Lee Roth diễn ra khá rầm rộ với việc đội hình cũ của ban nhạc được tôn vinh tại lễ trao giải MTV 1996. Sau khi thu 2 bài hát mới cho đĩa tuyển tập những ca khúc hay nhất, Roth bị xa thải, thay vào đó là ca sĩ của ban nhạc Extreme, Gary Cherone cho album năm 1998 Van Halen III, một thất bại thảm hại. Sau chuyến lưu diễn, Cherone bị xa thải. Van Halen không thu đĩa nào và cũng không đi lưu diễn cho tới tận 2004. Trong khi đó, đội hình của Gun N' Roses cũng được gọt giũa suốt cả thập kỷ. Tay trống Steven Adler bị xa thải năm 1990, cây ghita Izzy Stradlin rời khỏi ban nhạc cuối 1991 sau khi thu Use your illusion I và II. Sự căng thẳng giữa các thành viên của ban nhạc với ca sĩ chính Axl Rose tiếp tục sau khi phát hành album 1993 The Spaghetti incident?. Tay ghita Slash chia tay năm 1996, tiếp đó là cây bass Duff McKagan năm 1997. Những người thay thế cho Stradlin và Adler, Gilby Clarke và Matt Sorum lần lượt bị xa thải vào 1994 và 1997. Axl Rose đã phải làm việc với một đội hình thay đổi liên tục để thu một album mà hơn mười năm mới xong, Chinese democracy. Album cuối cùng cũng được phát hành vào năm 2008 và chỉ bán được khoảng triệu bản, không ra một đĩa đơn nào, và thua xa về độ thành công so với các album trước của ban nhạc vào cuối những năm 1980 và đầu 1990.
Đến giữa những năm 2000, các ban nhạc mới bắt đầu trở thành tâm điểm: Jet, Wolfmother, Airbourne, White Stripes, The Vines, Three days grace, The answer, The glitterati, The datsuns và Towers of London, là những ban nhạc rock mới đã tiếp nối sự hồi sinh của garage rock.
Việc này đã giúp cho glam metal trở lại (ví dụ những ban như Buckcherry, chịu ảnh hưởng từ album Appetite for destruction của Gun N' Roses). Thập kỷ đầu của thế kỷ 21 cũng chứng kiến sự tái hợp và những chuyến lưu diễn của Rage against the machine, Stone temple pilots, Eric burdon và Living colour, thêm vào đó là Van Halen, The Who và Black sabbath và thậm chí là cả một buối biểu diễn chia tay của Led Zeppelin, làm mới lại niềm đam mê của những thời kỳ trước. Ngoài ra, những siêu ban nhạc như Audioslave hay Velvet Revolver đã tiến lên hàng đầu với những album triệu bản đầu tay và hàng loạt ca khúc nổi danh trong làng nhạc rock. Velvet Revolver thậm chí còn giành được một giải Grammy. Tuy nhiên, những ban nhạc này tồn tại không lâu và tan rã lần lượt vào 2007 và 2008.
Ngoài ra, vài ban nhạc hard rock từ thời 1970-1980 vẫn giữ được thành công trong những năm 1990-2000 nhờ vào sự biến đổi không ngừng và sự tìm tòi các phong cách nhạc khác, ví dụ như Aerosmith, Bon Jovi, AC/DC, và Metallica. Kể từ album 1989 Pump, Aerosmith đã phát hành 2 album triệu bản hàng đầu là Get a grip năm 1993 và Nine Lives năm 1997. Get a grip có 4 bài nằm trong top 40 và trở thành album bán chạy nhất của ban nhạc trên toàn thế giới với hơn 20 triệu bản bán được. Thêm vào đó, Aerosmith phát hành một album triệu bản Just push play(2001) đứng vị trí thứ 2, album này cho thấy ban nhạc đã lấn xa hơn vào dòng pop. Một ablum hát lại những bài blue nữa là Honkin' on Bobo giành vị trí số 5 năm 2004. Ngoài ra, kể từ đầu thập kỷ 90, Aerosmith đã giành được 8 bài trong top 40 (trong đó "I don't want to miss a thing" giành ngôi quán quân năm 1998). Bon jovi phát hành 5 album bán được hơn một triệu bản hoặc hơn thế và cũng giành 8 vị trí trong top 40 kể từ album 1998 New Jersey. Ngoài việc giữ lãi gốc rễ hard rock với các bài "Keep the faith" và "It's my life", Bon Jovi cũng có được thành công với dòng nhạc người lớn đương thời với top 10 bài ballad "Bed of Roses" (1993) và "Always" (1994) và cả dòng nhạc đồng quê với "Who says you can't go home", bài hát đã giành ngôi quán quân trên bảng xếp hạng Hot Country Singles năm 2006 và abum rock/đồng quê Lost Highway giành ngôi số 1 năm 2007. Năm 2009, Bon Jovi phát một album số 1 nữa The Circle. Kể từ album triệu bản hồi 1990 The Razorz edge, AC/DC còn phát hành 2 đĩa đôi hàng đầu nữa là Ballbreaker(1995) và Black Ice(2008) và album được xếp hạng Stiff Upper Lip (2000). Trong khi đó, Metallica tung ra 4 album triệu bản hàng đầu kể từ The black album năm 1991, đó là Load, Reload, St.Anger, và Death magnetic. Load và Reload đều bán được hơn 4 triệu bản ở Mỹ và chứng kiến sự phát triển của ban nhạc sang thể loại blue rock, trong khi Death Magnetic là sự trở lại của ban nhạc với gốc gác heavy metal của những năm 1980.